# Le Citateur
Le Citateur est un pamphlet de Pigault-Lebrun paru en 1803. Vigoureusement anticlérical, et nourri par l'esprit voltairien de son auteur, cet ouvrage se veut une analyse des textes sacrés du christianisme, visant à parodier la Bible et à en souligner les incohérences.

## Historique
Ce pamphlet anticlérical déplut fortement à Napoléon Ier lors de sa publication, ce qui eut pour conséquence de freiner le projet qu'avait formulé Pigault-Lebrun de devenir le bibliothécaire du frère de Napoléon, Jérôme Bonaparte.
Publié pour la première fois en 1803, cet ouvrage sera saisi et condamné sous la Restauration, mais connaitra de nombreuses rééditions après 1830.

## Éditions
On peut dénombrer les éditions suivantes :
- Bara : 1803, 1804, 1810, 1815, 1830, 1832.
- Les marchands de nouveauté ; 1834, 1836.
- Gay et Doucé : 1879.
- Degorce-Cadot : 1887.
- Librairie de la Bibliothèque Nationale : 1888, 1898, 1911.

## Éditions modernes
Pigault-Lebrun, La Bible de Pigault-Lebrun (Le Citateur), Baudouin Éditeur, 1978, 245 p.